# 百神庙镇
百神庙镇，是中华人民共和国安徽省六安市舒城县下辖的一个乡镇级行政单位。

## 行政区划
百神庙镇下辖以下地区：
街道社区、中心村、方圩村、双塘村、舒合村、林波村、官塘村、金东村、金桥村、白衣庵村、百神庙村、舒平村、舒楼村、枣木桥村、团结村、杨圩村、舒房村、元棚村和郑圩村。